# Коли Бог був жінкою
«Коли Бог був жінкою» (англ. When God Was a Woman) — феміністська книга 1976 р. скульпторки та мистецтвознавиці Мерлін Стоун (американська назва). Оригінально публікувалася у Великій Британії під назвою Райські документи: Придушення жіночих обрядів (англ. The Paradise Papers: The Suppression of Women's Rites). Перекладена французькою як Quand Dieu était femme (SCE-Services Complets d'Edition, Квебек, Канада, 1978), голландською як Eens was God als Vrouw belichaamd — De onderdrukking van de riten van de vrouw (1979), німецькою як ls Gott eine Frau war (1989) та італійською як Quando Dio era una donna (2011).
Книга наразі розглядається як така, що зіграла важливу роль в сучасному підйомі феміністської теології з 1970-х до 1980-х років, поряд з такими авторками, як Елізабет Гулд Девіс, Раян Ейслер та Марія Гімбутас. Також її пов'язували з роботами Маргарет Мюррей і Роберта Грейвса («Біла богиня»).

## Зміст
Стоун провела близько десяти років у дослідженнях маловідомих, іноді прихованих зображень священної фемінності та жіночих традицій з європейських і близькосхідних суспільств, щоб завершити цю роботу. У книзі вона описує ті архетипічні рефлексії жінок як лідерок, священних осіб та матріархинь-благодійниць, а також вписує їх у загальну картину того, як наші сучасні суспільства дійшли до теперішнього незбалансованого стану.
Можливо, найбільш контроверсійним чи дискусійним твердженням у роботі є інтерпретація Стоун про те, як мирний доброзичливий Матріархат (соціальні відносини) та традиційний культ Богині (включаючи Стародавній Єгипет) було атаковано, підірвано і майже повністю зруйновано древніми племенами, поміж котрих євреї, а пізніше і ранні християни. Для цього вони намагалися знищити будь-який видимий символ священної фемінності, включно з творами мистецтва, скульптурами, літературними пам'ятками чи документами. Причиною такого варварства було прагнення агресорів зробити чоловічу стать (тобто священну маскулінність) панівною силою і панувати над жінками та енергією Богині.
За словами Стоун, Тора та Старий Завіт були багато в чому чоловічими спробами переписати історію людського суспільства, змінити фемінну символіку на маскулінну.